# Felsőzsunk
Felsőzsunk (románul: Dumbrava de Sus, 1964-ig Juncul de Sus) falu Romániában, Hunyad megyében.

## Földrajz

### Fekvése
Szórt település az Erdélyi-érchegységben. Gazdaságai a domboldalakra települtek.

## Népesség
2002-ben 82 román nemzetiségű lakosa volt, közülük 81 ortodox vallású.

## Története
1956-ig Alsózsunkhoz tartozott. Lakói a 20. század első felében, több évtizeden keresztül furulyakészítéssel foglalkoztak. A furulyának való kőris-, szilva-, cseresznye- és fűzfát tavasz végén és nyáron vágták ki, a furulyákat viszont a téli időszakban faragták ki. Egy regionális néprajzi feldolgozás szerint a kész furulyákat nem maguk, hanem a szomszéd falusiak hordták szét és árusították. A község néprajzi monográfiája szerint viszont szombatonként hajnalban maguk vitték be Felsővidrára, ahol a felvásárló lakott, de időnként Körösbányán és a Găina-tetői vásárban is árusították. A faluban ezen kívül több kerekes mester is dolgozott.

## Látnivalók
- Jelenleg bádoggal borított ortodox fatemploma 1844-ben épült. A romániai műemléke jegyzékében a HD-II-m-B-03312 sorszámon szerepel.[3]